# UTC−5
| Ora standard (tot anul) Ora standard (iarna din emisfera nordică) Ora standard (iarna din emisfera sudică) | Regiune maritimă în acest fus orar Ora de vară (vara din emisfera nordică) Ora de vară (vara din emisfera sudică) |

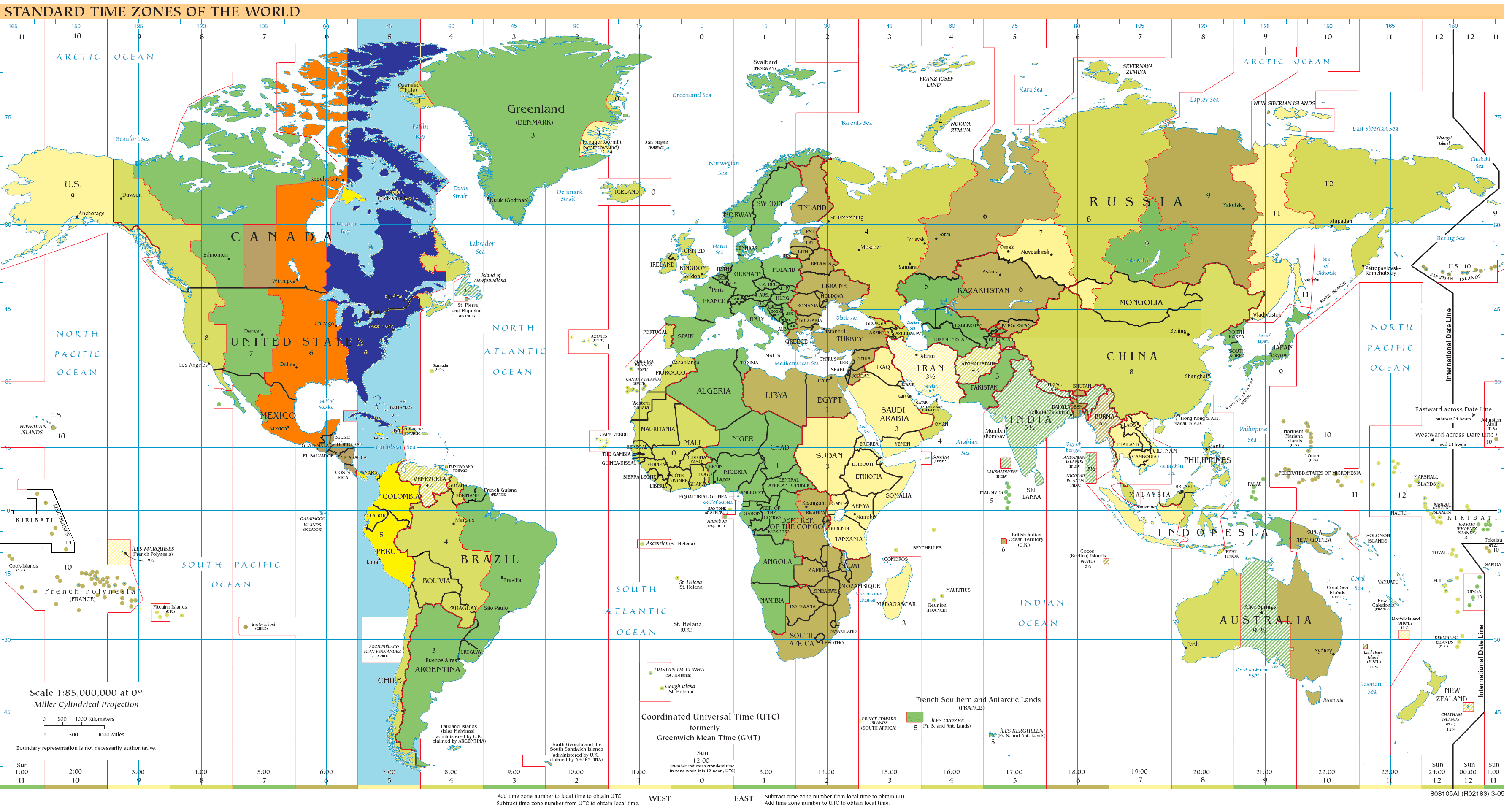
Utilizarea fusului orar UTC−5:

UTC−5 este un fus orar aflat cu 5 ore după UTC. UTC−5 este folosit în următoarele țări și teritorii:

## Ora standard (tot anul)
- Columbia
- Ecuador (fără insulele Galapagos)
- Haiti
- Jamaica
- Panama
- Peru
- Regatul Unit
  -  Insulele Cayman

## Ora standard (iarna din emisfera nordică)
- Bahamas
- Canada (EST - Eastern Standard Time)
  -  Nunavut (partea estică)
  -  Ontario (fără partea nord-vestică)
  -  Quebec (fără insulele Magdalena și partea estică de Côte-Nord)
- Cuba
- Regatul Unit
  -  Insulele Turks și Caicos
- Statele Unite ale Americii (EST - Eastern Standard Time)
  -  Carolina de Nord
  -  Carolina de Sud
  -  Connecticut
  -  Delaware
  -  District of Columbia
  -  Florida (fără partea vestică)
  -  Georgia
  -  Indiana (fără niște comitate în nord-vest și în sud-vest)
  -  Kentucky (partea estică)
  -  Maine
  -  Maryland
  -  Massachusetts
  -  Michigan (fără niște comitate în nord-vest)
  -  Michigan
  -  New Jersey
  -  New Hampshire
  -  New York
  -  Ohio
  -  Pennsylvania
  -  Rhode Island
  -  Tennessee (doar partea estică)
  -  Vermont
  -  Virginia
  -  Virginia de Vest

În vara aceste regiuni folosesc fusul orar UTC−4.

## Ora de vară (vara din emisfera nordică)
Zona Noroeste: UTC−8 / ora de vară: UTC−7
     Zona Pacífico: UTC−7
     Zona Pacífico: UTC−7 / ora de vară: UTC−6
     Zona Centro: UTC−6 / ora de vară: UTC−5

- Canada (CDT - Central Daylight Time)
  -  Manitoba
  -  Nunavut (partea centrală)
  -  Ontario (doar partea nord-vestică)
- Mexic (Zona Centro)
  - toată țara în afără de Baja California, Baja California Sur, Chihuahua, Nayarit, Sinaloa și Sonora
- Statele Unite ale Americii (CDT - Central Daylight Time)
  -  Alabama
  -  Arkansas
  -  Dakota de Nord (fără partea sud-vestică)
  -  Dakota de Sud (partea estică)
  -  Florida (doar partea vestică)
  -  Illinois
  -  Indiana (doar niște comitate în nord-vest și în sud-vest)
  -  Iowa
  -  Kansas (fără niște comitate în partea vestică)
  -  Kentucky (partea vestică)
  -  Louisiana
  -  Minnesota
  -  Michigan (doar niște comitate în nord-vest)
  -  Mississippi
  -  Missouri
  -  Nebraska (partea centrală și partea estică)
  -  Oklahoma (fără Kenton)
  -  Tennessee (partea centrală și partea vestică)
  -  Texas (fără comitatele Hudspeth și El Paso)
  -  Wisconsin

În iarna aceste regiuni folosesc fusul orar UTC−6.

## Ora de vară (vara din emisfera sudică)
- Chile
  -  Insula Paștelui

În perioada de iarnă, Insula Paștelui folosește fusul orar UTC−6.